# ニジニ・ノヴゴロドの定期市
ニジニ・ノヴゴロドの定期市（ロシア語: Нижегородская ярмарка）は、中世から19世紀にかけてロシアに存在した市場。ロシア内外の商品を扱う交易地として栄え、当時のロシア最大の定期市であった。

## 概要
1641年、ジェルトヴォツキー・マカリエフ修道院の修道士たちが特許状によって市を建設し、この町はマカリエフと呼ばれた。ヴォルガ川の水運にめぐまれて発展し、毎年7月の3週間にわたって市が開催された。敷地は2リーグ平方におよび、交易用の店舗の他に居酒屋、コーヒーハウス、劇場、ダンス場などの木舎も建設された。商品にはシベリアの毛皮、ロシアの金属製品、中国の茶、リヨンやアジアの絹、ブハラやヨーロッパの宝石、フランスやギリシャのワイン、ボヘミアのガラス製品、ヨーロッパの家具、フランスの小間物、ヴォルガ川のチョウザメなどが取引された。内外から多数の人々が集まり、ロシア人、タタール人、ポーランド人、グルジア人、アルメニア人、ブハラ人、ペルシア人、中国人、インド人、フランス人、イギリス人などがいた。

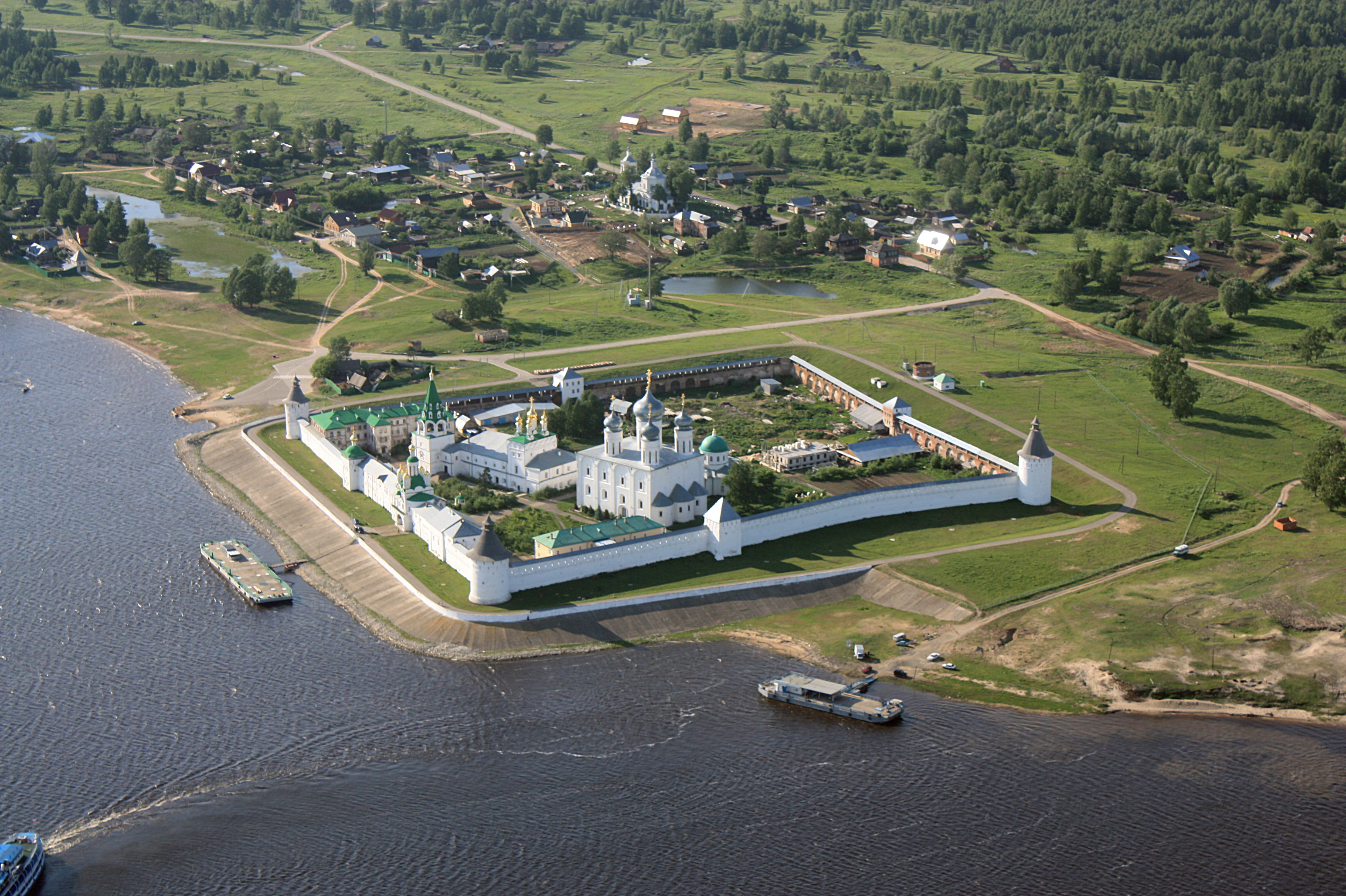
定期市の発祥の地であるマカリエフ修道院

1751年まで、取引に課せられる税は修道士によって徴収されていた。1816年の大火災によってマカリエフは焼失し、定期市は上流のニジニ・ノヴゴロドへ移された。ニジニ・ノヴゴロド定期市はオーギュスト・モンフェランにより建築され、店舗は2500以上入るように設計された。再開後は6週間にわたって開催され、当初の規制を超えて店舗数は6000以上となり、取引額は1874年時点の価値で1億6000万ルーブルを超えたという。

## 関連する人物
小説家ジュール・ヴェルヌの作品『皇帝の密使ミハイル・ストロゴフ』には、マカリエフの定期市やニジニ・ノヴゴロドの定期市が登場する。